# Asaperdina brunnea
Asaperdina brunnea är en skalbaggsart som beskrevs av Carlo Pesarini och Andrea Sabbadini 1999. Asaperdina brunnea ingår i släktet Asaperdina och familjen långhorningar. Inga underarter finns listade.